# Kržišče, Cerknica
Kržišče je naselje v Občini Cerknica.